# 1853 au Japon
Cet article présente les faits marquants de l'année 1853 au Japon.

## Gouvernement
- Empereur : Kōmei

- Shogun : Tokugawa Ieyoshi, Tokugawa Iesada

## Évènements

### Mars
- 11 mars : un séisme de magnitude 6,7 frappe la région d’Odawara, suivi d'importantes répliques le lendemain. Le tremblement de terre cause l’effondrement de plus de 1 000 habitations, des glissements de terrain à Hakone, la fermeture temporaire du Tōkaidō, et même des dommages au château d’Edo[1].

### Mai
- 20 mai : un soulèvement populaire éclate dans la province de Mutsu, où près de 15 000 paysans issus de 90 villages protestent contre les famines, les injustices fiscales et la rigidité de l'ordre féodal. Face à cette mobilisation sans précédent dans le Tōhoku, le shogunat Tokugawa intervient : le rōjū Abe Masahiro sanctionne le clan Nanbu, place le daimyō Nanbu Toshitada en résidence surveillée, et sanctionne également son fils Toshitomo[2].
- 26 mai : Le commodore Matthew Calbraith Perry fait escale à Naha, capitale portuaire du royaume de Ryūkyū, pour se ravitailler, tester les réactions locales à la présence américaine et affirmer la suprématie navale des États-Unis dans la région. Cette halte, effectuée avant son entrée dans les eaux japonaises proprement dites, sert aussi à recueillir des renseignements logistiques et diplomatiques sur les routes maritimes vers Edo[3].

### Juillet
- 8 juillet : quatre bâtiments de guerre de la marine américaine, commandés par le commodore Matthew Calbraith Perry, entrent dans le chenal d’Uraga, à l’entrée d’Edo, et forcent l’attention du shogunat Tokugawa en présentant une lettre du président Millard Fillmore exigeant l’ouverture de ports japonais au commerce et à l’accueil de navires étrangers. Cette démonstration de puissance maritime inaugure une crise diplomatique majeure, qui ébranle les fondements du système de fermeture volontaire du pays, en vigueur depuis plus de deux siècles, et amorce une période de pressions internationales sans précédent sur le Japon[4].
- Mi-juillet : Après onze ans d’emprisonnement pour avoir introduit les techniques d’artillerie occidentales au Japon, Takashima Shūhan est libéré et officiellement réhabilité par le bakufu. Sa libération, survenue au moment même de l’arrivée de Perry, symbolise le revirement stratégique du shogunat face à la supériorité militaire étrangère et la reconnaissance tardive de l’importance de la modernisation défensive[5].

- 22 juillet : Tokugawa Nariaki, figure de proue du mouvement sonnō jōi, est officiellement intégré à l’administration du bakufu pour orienter la politique étrangère et encadrer les réformes intérieures en réponse à la pression occidentale. Partisan d’une réforme morale rigoureuse, il prône la consolidation militaire du pays et rejette toute forme de compromission avec les puissances étrangères, articulant une vision politique où la souveraineté nationale repose sur une revitalisation éthique du pouvoir shogunal et un renforcement décisif des défenses côtières[6].
- 27 juillet : Le shogun Tokugawa Ieyoshi meurt subitement, sans avoir tranché sur la réponse à donner aux demandes du commodore Perry. Il est remplacé par son fils Tokugawa Iesada, dont la faiblesse politique contribuera, l’année suivante, à la signature du traité de Kanagawa sous la pression américaine[7].

### Août
- 10 août : le vice-amiral russe Ievfimy Poutiatine arrive à Nagasaki à bord de la frégate Pallada. Porteur d’une lettre du ministre russe Charles Robert de Nesselrode demandant l’ouverture de relations commerciales, Poutiatine amorce des négociations qui, après plusieurs reports et tensions, aboutiront à la signature du traité de Shimoda en 1855, établissant les premières relations officielles entre la Russie et le Japon[8].

- 26 août : le Conseil des Anciens, dirigé par Abe Masahiro, adresse officiellement une requête aux daimyōs, les conviant à formuler sans contrainte leur position sur l’ouverture du pays aux puissances étrangères, en réaction aux demandes du commodore Perry. Cette consultation marque une inflexion majeure du modèle de gouvernement centralisé, révélant non seulement l’incertitude du pouvoir shogunal face à la menace occidentale, mais aussi son besoin de légitimer sa décision en élargissant temporairement le cercle du débat politique[6].

### Décembre
- 1er décembre : le Conseil des Anciens publie une déclaration adressée aux daimyōs indiquant que le Japon évitera toute réponse définitive aux demandes américaines, tout en se préparant à une guerre potentielle. Ce compromis, loin des positions fermes défendues par Tokugawa Nariaki, vise à préserver la paix sans céder sur l’honneur national[9].

## Naissance
Date inconnue :
- Adachi Ginkō, peintre et graveur d'estampe († 1908)
- 11 janvier : Tōkai Sanshi, écrivain et journaliste († 1922)
- 29 janvier : Kitasato Shibasaburō, médecin et bactériologiste († 1931)
- 4 février : Kaneko Kentarō, diplomate († 1942)
- 10 mars : Kanryō Higaonna, karatéka († 1916)
- 18 mars : Aoki Shigeyoshi, 14e daimyo du domaine d'Asada († 1884)
- 21 septembre : Andō Sadayoshi, militaire († 1932)
- 4 novembre : Umezawa Michiharu, général d'armée († 1924)
- 19 novembre : Oda Nobutoshi, noble et gouverneur († 1901)
- 7 décembre : Hayashi Tadamasa, marchand d'art († 1906)

## Décès
- 27 avril : Nakabayashi Chikutō, peintre (° 1776)
- 5 juillet : Ryūsai Shigeharu, peintre et graveur d'estampe (° 1802 ou 1803)
- 27 juillet : Tokugawa Ieyoshi, 12e shogun (° 22 juillet 1793)